# Nereis nigripes
Nereis nigripes är en ringmaskart som beskrevs av Ehlers 1868. Nereis nigripes ingår i släktet Nereis och familjen Nereididae. Inga underarter finns listade i Catalogue of Life.